# Nisshin Maru
El buque de 8,145 toneladas MV Nisshin Maru (en japonés: 日新 丸) es el buque principal de la flota ballenera japonesa y es el único buque factoría de balleneros del mundo.

## Especificaciones
El Nisshin Maru es el segundo barco más grande de la flota ballenera japonesa. Tiene una longitud de 129 metros y una anchura de 19 metros. Este tiene un peso muerto de 5555 toneladas y fue construido en 1987. Actualmente ya no esta en servicio.

El Nisshin Maru

## Incidentes
- Un incendio importante en la fábrica de procesamiento del buque estalló el 15 de febrero de 2007 mientras estaba en aguas antárticas. El daño resultante causó que el barco se desactivara temporalmente, todo mientras continuaba transportando aproximadamente 1,000 toneladas de petróleo. En este incidente un miembro de la tripulación murió en el incendio.[2]

- El Nisshin Maru y MV Arctic Sunrise de Greenpeace colisionaron en diciembre de 1999 y enero de 2006. En 2006 ambos barcos afirmaron haber sido embestidos por el otro, y el ICR publicó videos para apoyar su versión del incidente. Greenpeace respondió que las ondas que emanan de Arctic Sunrise en el video respaldan la afirmación de Greenpeace de que su nave tenía sus motores en  reversa.

- Sea Shepherd Conservation Society afirmó que su presidente Paul Watson recibió un disparó de alguien a bordo del Nisshin Maru durante un enfrentamiento con MI Steve Irwin de la Antártida en 2008. Llevaba un chaleco antibalas y no resultó lesionado. Un portavoz de la ICR reconoció que se lanzaron siete flashes de flash, pero afirmó que "no se dispararon disparos de ningún tipo".

- En marzo de 2011, el Nisshin Maru regresó temprano de sus operaciones en el Océano Austral e inmediatamente comenzó a ayudar en los esfuerzos de ayuda después del terremoto y tsunami de Tōhoku en 2011, transportando alimentos, combustible y otros suministros a las áreas devastadas por la catástrofe.

- En febrero de 2013, el  Nisshin Maru estuvo involucrado en una colisión múltiple,[3] chocando con los buques de Sea Shepherd, Steve Irwin, MY Bob Barker y MY Sam Simón, así como con la nave de reabastecimiento de balleneros, Sun Laurel.[4] Bob Barker fue dañado y emitió un mayday. Los botes salvavidas de Sun Laurel también se dañaron debido a la colisión.

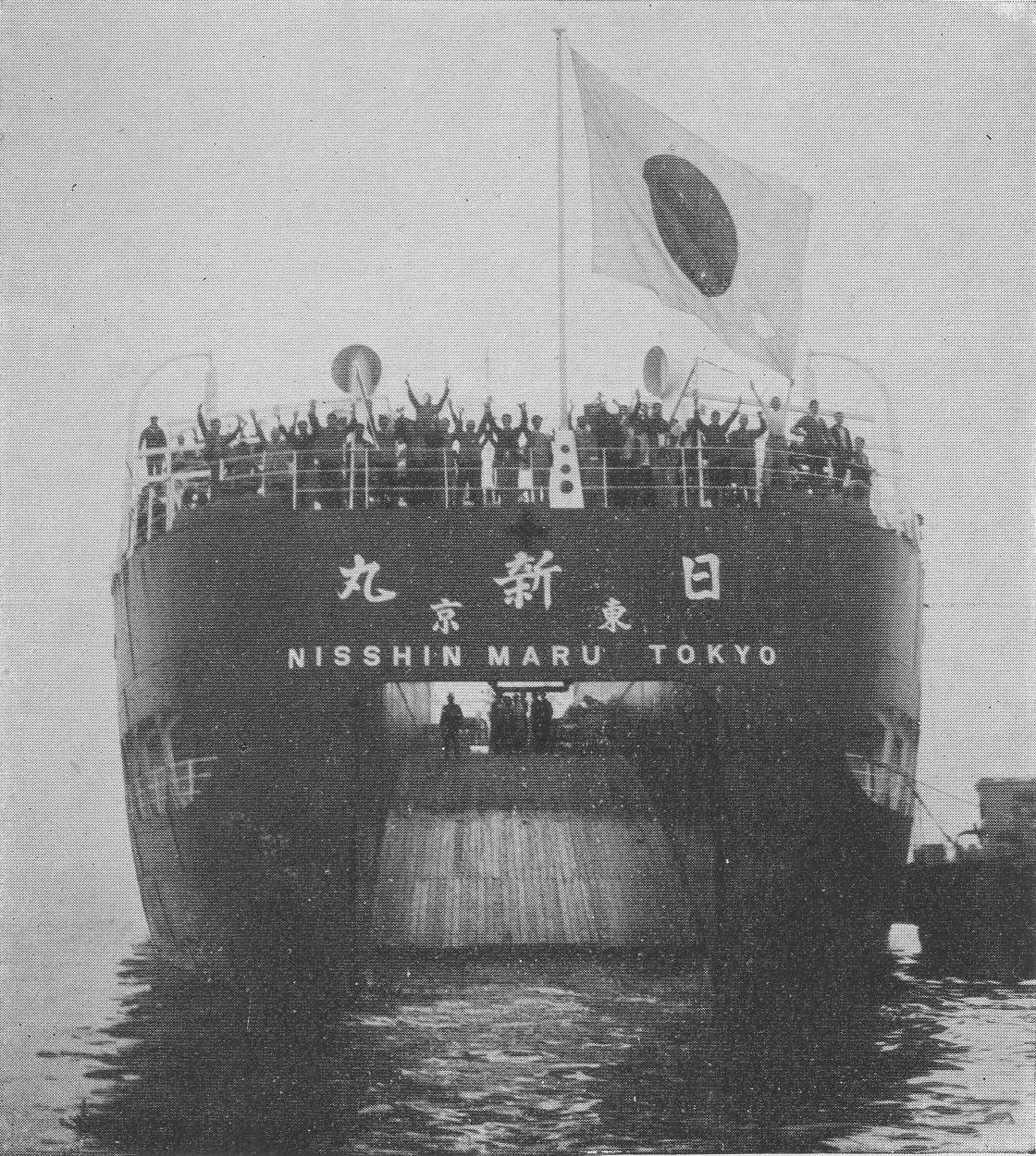
Nisshin Maru antiguo

## Reemplazo
Japón esta estudiando reemplazar el Nisshin Maru.
La prensa nipona ha informado que el Gobierno baraja construir un barco nuevo o adquirirlo en el extranjero, para sustituir al actual de 8.145 toneladas. Con ello hacen referencia a la necesidad de un barco más veloz para evitar a los activistas que intentan frenar la actividad.